# Poses (album)
Poses, pubblicato nel 2001 dalla DreamWorks, è il secondo album di Rufus Wainwright.

## Il disco
Concepito e scritto durante la dipendenza da crystal meth, Poses non vuole essere un album intimo e personale, nasce infatti con l'intento di raccontare "gli altri". Successivamente però lo stesso Rufus Wainwright ammetterà di aver usato le vite degli altri per raccontare la sua.
Le allusioni alla dipendenza sono il filo rosso che percorre l'album. Da quella per i più piccoli piaceri quotidiani Cigarettes and Chocolate Milk, a quelle per le droghe, il sesso, ma anche per l'amore. Poses è la canzone che più rappresenta lo stato d'animo di Rufus in questo periodo della sua vita.
Nell'album è presente anche la cover di One Man Guy uno dei maggiori successi del padre Loudon Wainwright III, nella quale si possono ascoltare anche le voci della sorella Martha e dell'amico Teddy Thompson.

## Tracce
1. Cigarettes and Chocolate Milk – 4:44
2. Greek Song – 3:56
3. Poses – 5:02
4. Shadows – 5:35
5. California – 3:23
6. The Tower of Learning – 4:47
7. Grey Gardens – 3:08
8. Rebel Prince – 3:44
9. The Consort – 4:25
10. One Man Guy – 3:31
11. Evil Angel – 4:43
12. In a Graveyard – 2:22
13. Cigarettes and Chocolate Milk (reprise) – 3:59

Musiche e testi: Rufus Wainwright
Come accaduto per il primo album anche per questo il lancio in Francia è accompagnato da un bonus CD dal titolo "2 Chansons Inédites" contenente:
1. Ups & Downs - 3:41
2. Hallelujah - 5:10 - (cover della famosa canzone di Leonard Cohen)

## Musicisti

### Artista
- Rufus Wainwright: voce e piano